# Клепп
Клепп (норв. Klepp) — коммуна в губернии Ругаланн в Норвегии. Административный центр коммуны — город Клеппе. Официальный язык коммуны — нюнорск. Население коммуны на 2016 год составляло 18 970 человек. Площадь коммуны Клепп — 113,92 км², код-идентификатор — 1120.

## История населения коммуны
Население коммуны за последние 60 лет.

Статистика коммуны Клепп